# Rio Santana (vattendrag i Brasilien, Minas Gerais, lat -20,70, long -45,65)
Rio Santana är ett vattendrag i Brasilien.   Det ligger i delstaten Minas Gerais, i den sydöstra delen av landet, 600 km söder om huvudstaden Brasília.
Omgivningarna runt Rio Santana är huvudsakligen savann. Runt Rio Santana är det glesbefolkat, med 15 invånare per kvadratkilometer.